# رتج ميكل
رتج ميكل هو رتج خلقي حقيقي، يتمثل بانتفاخ طفيف في الأمعاء الدقيقة يظهرعند الولادة من بقايا ضامرة من القناة السرية المسارقيَة، وتسمى أيضا القناة المحيَة أو الساق المحي. يعد رتج ميكل الأكثر شيوعا بين الاعتلالات في القناة الهضمية حيث يوجد عند 2% من الناس تقريبا، ويكون الذكور أكثر تعرضا له.
أول من قام بتفسير والحديث عن رتج ميكل هو فابريسيوس هلدانس في القرن السادس عشر، ومن ثم سمي على اسم عالم التشريح جوهان فريدريك ميكل الذي وصف الأصل الجنيني لهذا النوع من الرتج عام 1809 م.

## الظهور

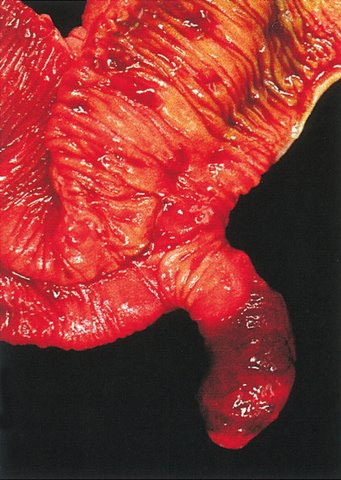
عينة مستأصلة جراحيًا تظهر رتج ميكل على شكل انتفاخ أو كيس يخرج من جدار الأمعاء الدقيقة

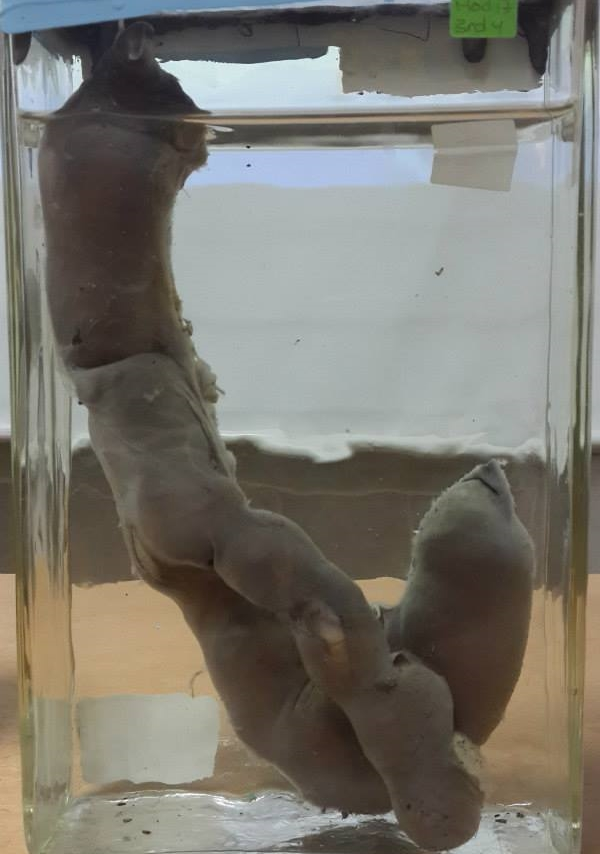
رتج ميكل

يقع رتج ميكل في الجزء الأخير من الأمعاء الدقيقة، عادة بين 60 – 100 سم (2 قدم) من الصمام اللفائفي الأعوري. الجزء المغلق أو الكيس الصغير طوله قرابة 3 – 6 سم ويمكن أن يكون تجويفه أكبر من تجويف الجزء الأخير الأمعاء الدقيقة. يمتد الرتج بالإتجاه المعاكس لإتجاه الغشاء المغلف للأمعاء وتصله تغذية دموية خاصة به، وهو عبارة عن بقايا من الرابط الذي يصل الأمعاء الدقيقة بالكيس المحي والذي يكون موجود خلال التكوين الجنيني. يسمى رتج «حقيقي» لأنه يتكون من جميع الطبقات الثلاث المكونة لجدار الأمعاء وهي الغشاء المخاطي والطبقة تحت المخاطية والطبقة العضلية المخصوصة.
و بما أن القناة المحيَة تحتوي على بطانة من الخلايا المحفزة (القادرة على تكوين أنواع عديدة من الخلايا)، فإن رتج ميكل يمكن أن يحتوي على أنسجة غير طبيعية، والتي تحتوي على بقايا جنينية من أنواع أخرى من الأنسجة. فقد عثرعلى كل من الغشاء المخاطي الصائمي، والغشاء المخاطي الإثني عشرأو أنسجة برونرفي 2٪ من الحالات التي احتوى فيها رتج ميكل على أنسجة غير طبيعية/ بغير مكانها الطبيعي. وفي حوالي 60٪ من الحالات وجدت أنسجة من الغشاء المخاطي المبطن للمعدة الموجودة بغير موضعها الطبيعي وأيضا وجدت أنسجة البنكرياس في 6٪ من الحالات الأخرى. الالتهاب في رتج ميكل قد يشابه التهاب الزائدة الدودية، لذلك أثناءعملية استئصال الزائدة الدودية، يجب فحص الأمعاء الدقيقة بحثا عن وجود رتج ميكل، وإذا وجد يجب إزالته مع الزائدة.
قاعدة الاثنان للمساعدة على التذكر:
- يحدث عند 2٪ (من السكان)
- يبعد 2قدم (بالقرب من صمام اللفائفيَة)
- 2بوصة (في الطول)
- 2هو عدد أنواع الأنسجة الموجودة بغير مكانها الطبيعي الشائعة في رتج ميكل (أنسجة المعدة والبنكرياس)
- (2) سنتان هوالعمرالأكثرشيوعا لظهور الأعراض
- 2 :1 نسبة الذكور: الإناث

يمكن أن يظهر الرتج أيضا بشكل فتق غيرمباشر، وعادة ما يكون على الجانب الأيمن، حيث يعرف بأنه «فتق ليتر».
و قد تم نشر تقرير في مقالة علمية عن حالة انخناق لفتق السرة مع رتج ميكل. وعلاوة على ذلك، يمكن أن يتصل الرتج بمنطقة السرة عن طريق الرباط المحي، مع إمكانية وجود أكياس محية، أوقناة محية والتي تؤدي إلى تشكيل ناسور محي عندما يتم قطع الحبل السري. قديحدث أيضا التواءات في الأمعاء حول الساق المعوية، مما يؤدي إلى حدوث انسداد في الأمعاء، ونقص التروية الدموية، ونخر.

## الأعراض
إن غالبية المرضى برتج ميكل لا تظهر عليهم أعراض، ويسمى رتج ميكل عندما يكون بدون أعراض «رتج ميكل الصامت». أماإذا وجدت الأعراض، فإنها تظهرعادة قبل السنتين من العمر.
أكثر الأعراض شيوعا هي نزيف المستقيم غير المؤلم مثل تغوَط البراز الأسود، يتبعه الانسداد المعوي، الانفتال، والانغلاف المعوي. وأحيانا يمكن أن تشابه أعراض التهاب رتج ميكل أعراض التهاب الزائدة الدودية الحاد. أيضا، قد يكون هناك ألم شديد في منطقة المعدة بالإضافة إلى حدوث الانتفاخ فيها وعند منطقة السرة. في بعض الأحيان، تكون الأعراض مؤلمة جدا بحيث أنها قد تمنع النوم مع وجود ألم حاد في منطقة المعي الأمامي، وتحديدا حول المعدة وحول السرة.
في معظم الحالات، يحدث النزيف دون سابق إنذار ويتوقف من تلقاء نفسه. والأعراض يمكن أن تكون مؤلمة للغاية، وغالبا ما تعتبر خطئا أنها مجرد آلام في المعدة ناتجة عن عدم تناول الطعام أوالإمساك.

## التشخيص
أفضل طريقة لتشخيص رتج ميكل لدى الأطفال هي عن طريق التكنيشيوم 99 أو ما يعرف ب «فحص ميكل» هذه التقنية تتعرف على الغشاء المخاطي للمعدة؛ بما أن 50% من حالات رتج ميكل المصحوب بالأعراض تحتوي على خلايا منتبذة من المعدة أو البنكرياس داخل الرتج، وتظهر هذه الخلايا عبر هذه التقنية على شكل نقطة بعيدة عن المعدة نفسها. هذه التقنية عالية الدقة وغير جائرة عند استخدامها للأطفال، حيث تكون دقتها 95% والحساسية 85% بينما في البالغين تكون بدقة 9% وحساسية 62%.
إن المرضى الذين لديهم خلايا معدية في غير موضعها من الممكن أن يصابوا بالقرح المعدية كنتيجة لذلك؛ وبالتالي يجب إجراء الفحوصات الأخرى مثل تنظير القولون وفحوصات الاضطرابات النزفية، والتصوير الوعائي يمكن أن يساعد في تحديد مكان وشدة النزف. إن تنظير القولون يمكن أن يساعد في استبعاد مصادر أخرى للنزف ولكنه لا يستعمل كأداة للتشخيص. أما التصوير الوعائي فيمكن أن يكشف عن النزف الحاد في المصابين برتج ميكل.
بإمكان التصوير بالموجات فوق السينية (ultrasound) أن يظهر بقايا أو أكياس القناة السرية المسارقيَة. يمكن أن يستخدم التصوير الطبقي (CT scan) كأداة ناجحة لاكتشاف الأجزاء الملتهبة ذات النهايات المغلقة الموجودة في تجويف منتصف البطن.
في المرضى الذين لايعانون من أعراض، غالبا ما يشخص رتج ميكل بشكل عرضي خلال تنظير البطن أو فتح البطن.

## العلاج
يستلزم التدخل الجراحي لعلاج رتج ميكل في الحالات الآتية:
- اكتشاف رتج ميكل في مريض عمره اقل من 40 سنة
- طول الرتج أكثر من 2 سم
- ضيق عنق الرتج، حيث أن ذلك يرفع من احتمالية حدوث انسداد بالرتج مما يسبب التهابه الشديد وربما انفجاره
- وجود أربطة ليفية متصلة بالرتج مما يزيد احتمالية التفاف الأمعاء حول هذه الأربطة مما يسبب انسدادها
- وجود نسيج مطابق لنسيج المعدة بالرتج
- التهاب الرتج وتزايد سمكه

وتتعدد ميكانيكية الجراحات المستخدمة في علاج رتج ميكل وتشمل:
- استئصال الرتج وغلق قاعدته بغرز جراحية
- استئصال مقطع من الأمعاء والمحتوي على الرتج وإعادة توصيل طرفي القطع

وقد يتم استئصال السرة كجزء من الجراحة في حالة إصابتها بأية تشوهات ويتعاطى المريض المضادات الحيوية قبل وبعد العملية.
العلاج جراحي؛ ويحتمل أن يكون بالاستئصال بالمنظار. أما في المرضى الذين أصيبوا بالنزف أو انخناق الأمعاء أو انسدادها أو ثقبها؛ فإن العلاج يتضمن الاستئصال الجراحي لرتج ميكل مع الأجزاء القريبة من الأمعاء، وهذه العملية تسمى «استئصال الأمعاء الدقيقة». أما لدى المرضى الذين لم يعانوا من أي من المضاعفات المذكورة أعلاه، فإن العلاج يتضمن استئصال رتج ميكل وحده وهذه العملية تسمى «استئصال رتج ميكل».
فيما يتعلق برتج ميكل الذي يوجد بدون أعراض، يوصي البعض بإجراء بحث عن رتج ميكل في كل حالة من حالات استئصال الزائدة الدودية/أو حالات فتح البطن التي تجرى في حالات البطن الحادة، وإذا وجد، يجب أن يتم استئصال رتج ميكل لتجنبا للمضاعفات الثانوية الناتجة عنه.

## الوبائيات/الانتشار
يحدث رتج ميكل في حوالي 2٪ من السكان. وانتشاره في الذكورأعلى 3-5 مرات من الإناث. فقط2 ٪ من الحالات تظهر فيها أعراض، وعادة تظهر الأعراض عند الأطفال في عمرالسنتين.
ويتم تشخيص معظم حالات رتج ميكل عندما تظهر المضاعفات أو في حالات لا علاقة لها مثل تنظيرأو عمليات فتح البطن أو دراسة الأشعة في الأمعاء الدقيقة. الأعراض الكلاسيكيَة في البالغين تتضمن الانسداد المعوي والتهاب الرتج. بينما يكون النزف المستقيمي غيرالمؤلم شائعا أكثر في الأطفال الصغار.
الالتهاب في الرتج اللفائفي لديه أعراض تحاكي التهاب الزائدة الدودية، وبالتالي فإن تشخيصه له أهمية كبيرة. إن المعرفة التفصيلية بالخصائص الفيزيولوجية المرضية أمر ضروري في التعامل مع مضاعفات رتج ميكل التي تهدد حياة المريض.

## خلفية تطور الرتج
القناة السريَة المساريقيَة (قناة سريَة معويَة، القناة المحيَة أو الساق المحي) تربط عادة المعي المتوسط الجنيني بالكيس المحي من الأمام، حيث توفرالموادالغذائية للمعي المتوسط أثناءالتطورالجنيني. يحصل تضيق للقناة المحيَة تدريجيا وتختفي بين الأسبوعين 5 و 8 من الحمل.
في رتج ميكل، يفشل الجزء الأولي من القناة المحيَة على التقهقر والاختفاء، فيستمر وجوده كبقية مختلفة بالطول والمكان. الرتج الأحادي يقع على الحد المقابل للغشاء المحيط بالجزء الأخير من الامعاء الدقيقة (مقابل مكان ارتباط الغشاء) ويمتد في الحبل السري للجنين. تنشأ الشرايين المحية اليسرى واليمنى من الشريان الأبهر الظهري البدائي، وتمتد مع القناة السرية المعوية. يصبح الشريان الأيمن الشريان المساريقي العلوي الذي يوفر التروية للرتج، ف يحين أن الشريان الأيسر يضمر بوجود إمدادات الدم الخاصة به، فإن رتج ميكل قد يتعرض للانسداد أوالالتهاب.

## المضاعفات
احتمالية حدوث مضاعفات معينة لدى الشخص المصاب برتج ميكل طوال فترة حياته هي حوالي 4-6٪. ومن هذه المضاعفات نزيف المعدة والأمعاء، التهاب الصفاق والانسداد المعوي والتي قد تحدث في 15-30٪ من المرضى الذين يعانون من أعراض (الجدول 1). 6.4٪ فقط من جميع المضاعفات تتطلب العلاج الجراحي، ويكون معدل الوفاة لحالات رتج ميكل غيرالمعالجة من 2، 5-15%.
الجدول 1 – مضاعفات رتج ميكل:
| المضاعفات       | نسبة رتج ميكل المصحوب بالأعراض (%) |
| --------------- | ---------------------------------- |
| نزف             | 20- 30                             |
| انسداد الأمعاء  | 20–25                              |
| التهاب الرتج    | 10–20                              |
| التشوهات السرية | ≤10                                |
| الأورام         | 0.5-2                              |

### الفسيولوجيا المرضية للأعراض

#### النزيف
النزيف في رتج ميكل يكون أكثر شيوعا عند الأطفال، وخصوصا عند الذكور الذين تكون أعمارهم أقل من السنتين، ويمكن أن تشمل الأعراض دم أحمر ساطع في البراز (تغوط مدمي)، ضعف عام، ألم أو مضض في البطن، أو حتى فقر دم في بعض الحالات.
يحتمل أن تكون أسباب النزف:
- خلايا مخاطية من المعدة أو البنكرياس في غير مكانها الطبيعي:

1. عندما يحتوي الرتج على بقايا جنينية من الخلايا لأنواع أنسجة أخرى.
2. إفراز الحمض المعدي أو العصارة القاعدية البنكرياسية من الخلايا المخاطية التي ليست في مكانها الطبيعي في الرتج تؤدي إلى تقرح بطانة الأمعاء المجاورة مثل القرح المعدية أوالبنكرياسية.[20]
3. يمكن أن يحصل ألم أو نزف، أو ثقب للأمعاء عند منطقة الرتج.
4. التحفيز الميكانيكي يمكن أن يؤدي أيضا إلى تقرح وتآكل.

- النزيف في الجهاز الهضمي يمكن أن يتوقف وحده ولكن في بعض الحالات المزمنة يمكن أن يؤدي إلى فقر دم ناتج عن عوز الحديد.[21]

مظهر البراز يمكن أن يشير إلى نوع النزيف:
- البراز القاتم: يشير إلى تغير الدم الذي نتج من بطئ عبوره الأمعاء بسبب نزيف طفيف في الجهاز الهضمي العلوي.
- البراز الدموي الأحمر الفاتح: يشير إلى نزيف حاد.
- البراز مع خط دم: يشير إلى شق شرجي.
- البراز مثل (جلي الكشمش): يشير إلى نقص تروية الأمعاء الذي يؤدي إلى إنتاج مخاط بشكل غزير ويمكن أن يدل على أن جزءا من الأمعاء قد دخل في الآخر (انغلاف).

#### التهاب رتج ميكل
أعراض التهاب الرتج يمكن أن تحاكي أعراض التهاب الزائدة الدودية، مثل الألم حول السرة والآلام المتقطعة المغصية في البطن. انثقاب الرتج الملتهب يمكن أن يؤدي إلى التهاب في الصفاق. التهاب الرتج يمكن أن يؤدي أيضا إلى الالتصاقات والتي تسبب انسداد في الأمعاء.
الالتهاب ينتج من:
- اتصال طرف الرتج بالرباط الغشائي للرتج حيث يحدث التواء، مما يسبب التهاب ونقص التروية الدموية.[23]
- القرحة المعدية الناتجة من الخلايا المخاطية المعدية الموجودة في غير موضعها الطبيعي داخل الرتج.
- بعد انثقاب الرتج الناتج عن الرضات أو تناول مواد غريبة مثل ساق من الخضار، والبذور أوعظم الأسماك/الدجاج التي تستقرفي رتج ميكل.[16]
- انسداد الأمعاء بسبب الأورام، الحصى المعوية، أوجسم غريب، مما يسبب الركود أوالعدوى ال بكتيرية.[5]
- إذا كان مصحوب بالتهاب الزائدة الدودية الحاد.

#### الانسداد المعوي
الأعراض: التقيؤ، وآلام البطن والإمساك الشديد أوالكامل.
- قد تشكل بقايا الأوعية المحية التي تربط الرتج إلى السرة رباط ليفيا والتواء (انفتال)، وبالتالي تحاصر الأمعاء الدقيقة وتسبب انسداد الأمعاء. قد يصاحب ذلك ألم موضعي حول السرة في الربع الأيمن السفلي (مثل التهاب الزائدة الدودية).[5]
- «الحبس»: يمكن أن يحبس رتج ميكل في الفتق الإربي، مشكلا ما يعرف بفتق ليترالذي يسدالأمعاء.[25]
- التهاب الرتج المزمن يسبب تضيق.
- خنق الرتج في الثقبة السدادية.
- الأورام على سبيل المثال السرطان: الانتشارالمباشرلسرطان الغدية الناشئ في الرتج قد يؤدي إلى انسداد الأمعاء.
- الحصى والحجارة التي يتم تشكيلها في رتج ميكل تقوم بما يلي:

1. تنبثق في الجزء الأخير من الأمعاء الدقيقة، ممايؤدي إلى الانسداد المعوي.
2. تؤدي إلى التهابات محلية وانغلافات.[5]

والرتج نفسه أو وجود ورم داخله قد يسبب انغلاف. على سبيل المثال، من الأمعاء الدقيقة إلى القولون، مما يسبب انسداد معوي. وتشمل أعراض هذه الحالة براز «جيلي الكشمش» ووجود كتلة ملموسة في أسفل البطن وهذا يحدث عندما يدخل الرتج في تجويف الأمعاء الدقيقة، إما بسبب:
1. آلية انقباضية نشطة من الرتج الذي يحاول إزالة العوامل المهيجة.
2. عملية تلقائية مثل انتقال الطعام عبر القناة الهضمية[19]

#### التشوهات السرية
ويمكن أن تشمل الحالات الشاذة بين رتج ميكل والسرة وجود الحبل الليفي، والكيس، والناسور أوالجيوب الأنفية، مما يؤدي إلى:
- عدوى أو سحجة من الجلد حول السرة، مما يؤدي إلى نشوء الجيوب الإفرازية.
- الأخماج (العدوى) المتكررة والتئام الجيوب.
- تشكل الخراج في جدارالبطن.
- الحبل الليفي يزيد من خطر تكوين الالتواء والفتق الداخلي.

#### الأورام
الأورام في رتج ميكل قد تسبب نزيف وآلام البطن الحادة، وانسداد الجهازالهضمي، وانثقابأ وانغلاف.
- الأورام الحميدة:

1. ورم عضلي أملس
2. الورم الشحمي
3. أورام الأوعية الدموية والعصبية العضلية

- الأورام الخبيثة:

1. الورم السرطاني، وهو الأكثرشيوعا بنسبة 44٪
2. أورام الخلايا المتوسطة (Mesenchymal tumors): ورم خبيث عضلي أملس
3. أورام غمدال أعصاب الطرفية والأورام اللحمية المعوية وتكون نسبتها 35٪
4. الأورام الغدية الخبيثة، نسبتها 16٪
5. أورام الخلايا المدورة الصغيرة المتعلقة بتكوين النسيج الليفي

#### مضاعفات أخرى
- وجود رتج داخل رتج ميكل (الرتج الابنة)
- الحصى وبازهرنباتي (بازهرمن الألياف النباتية) في رتج ميكل
- ناسور بين المثانة والرتج[17]

## وصلات خارجية
- CT showing a Meckel's diverticulum
- Meckel's Diverticulum في موقع إي ميديسين
- Meckel's Diverticulum Scan — Children's Hospital Boston
- Meckel's Diverticulum (Image)
- Tutorials and intra-operative image of Meckel's (Weblink)
- Meckel's Diverticulum Technetium Scan Results (Image)